# Ковальский, Юлиан
Юлиа́н Кова́льский (24 ноября 1918, Липовцы, Западно-Украинская народная республика — 13 мая 1943, Рейхскомиссариат Украина, Черныж) — украинский националистический деятель, сотник УПА (звание присвоено посмертно). Первый начальник штаба УПА на Волыни.

## Биография
Родился в семье местного священника Ивана Ковальского. После смерти отца в 1924 г. с матерью Софией переезжает в с. Пукив Рогатинского уезда. Образование получил в украинском академической гимназии в Рогатине. Во время учёбы в Рогатинской гимназии Юлиан становится членом «Пласта», активно участвует в украинских национальных организациях, общественной жизни. В старших классах он уже принадлежал к звену Юношества ОУН, которой руководил Владимир Комар.
Осенью 1938 поступил на юридический факультет Львовского университета, где его однокурсниками были Александр Гасин и Владимир Тымчий. С приходом советской власти в сентябре 1939 года, обучение пришлось прекратить и перебраться на территорию Генерал-Губернаторства.
в 1939—41 годах прошёл военное обучение за рубежом, руководил военной подготовкой молодежи на Львовщине (школа в Мостах Великих). С апреля 1941 командовал взводом в батальоне «Нахтигаль». Участвовал в походе батальона в Украину, в частности в событиях 30 июня 1941 во Львове. В середине июля отличился во фронтовых действиях под Винницей. В октябре 1941, когда два батальона были объединены в 201-й батальон охранной полиции («Украинский легион»), становится командиром первого взвода в третьей роте, которой командовал Василий Сидор.
В ноябре 1942 года Ковальский вместе с Сидором, взяв краткосрочные отпуска, приехали в Киев, где в качестве мести выследили и застрелили на улицах города двух агентов гитлеровской СД, которые были причастны к убийству Дмитрия Мирона (Орлика), а также по вине которых немцами арестованы несколько десятков подпольщиков ОУН. Данный инцидент нашёл отображение в немецком документе:

В начале ноября в Киеве были застрелены соискатель СС и сотрудник украинской вспомогательной полиции, оба служащие управления Полиции безопасности и СД города Киева. Убийство совершили два человека в униформе немецкой жандармерии. Без сомнения, речь идет о членах бандеровской группы, которые действовали по приказу своего руководителя М о г и л л ы. Оба убитых в течение нескольких недель успешно работали по раскрытию нелегальной группы Бандеры и напали на след М о г и л л ы. Количество арестованных в Киеве бандеровцев к настоящему моменту выросло до 29 человек.
В январе 1943 года 201-му батальону шуцманшафта было приказано вернуться во Львов. После года службы все его бойцы отказались продолжать службу. Рядовых уволили со службы, а офицеров арестовало гестапо и держало в заключении до апреля 1943. Ковальскому удалось скрыться ещё во время конвоирования во Львов.
В январе 1943 нелегально перешел на Волынь, где стал заместителем краевого военного референта «Сома» (Василия Ивахива) и начальником штаба УПА. Имел звание поручика.
Был активным сторонником союза с бульбовцами (представители Тараса Боровца) с целью совместных боевых действиях против нацистов. В течение января-апреля 1943 велись переговоры продолжались между Волынским краевым руководством ОУН и представителями Полесской Сечи с целью объединения повстанческих сил. Их инициатором был Василий Ивахив. Один из ключевых этапов переговоров состоялся 9 апреля в с. Золотолин Костопольского района, где Ковальский представлял бандеровскою сторону. Однако обе делегации только пришли к договоренности, объединённых формирования действовать под общим названием УПА. Обе стороны обусловили новый этап переговоров 22 мая при участии ещё и представителей мельниковской ОУН. Но и он так не состоялся из-за гибели Ковальского.

## Гибель
Погиб в бою с немецкой полицией вместе с Василием Ивахивым и Семёном Снятецким 13 мая 1943 года возле села Черныж Маневичского района Волынской области. Посмертно повышенный до сотника.
Погибшие были похоронены в братской могиле в селе Бечаль (теперь в Ровенской области). В 2004 г. там был открыт и освящен памятник всем троим.